# Rüdiger-Felix Schmacke

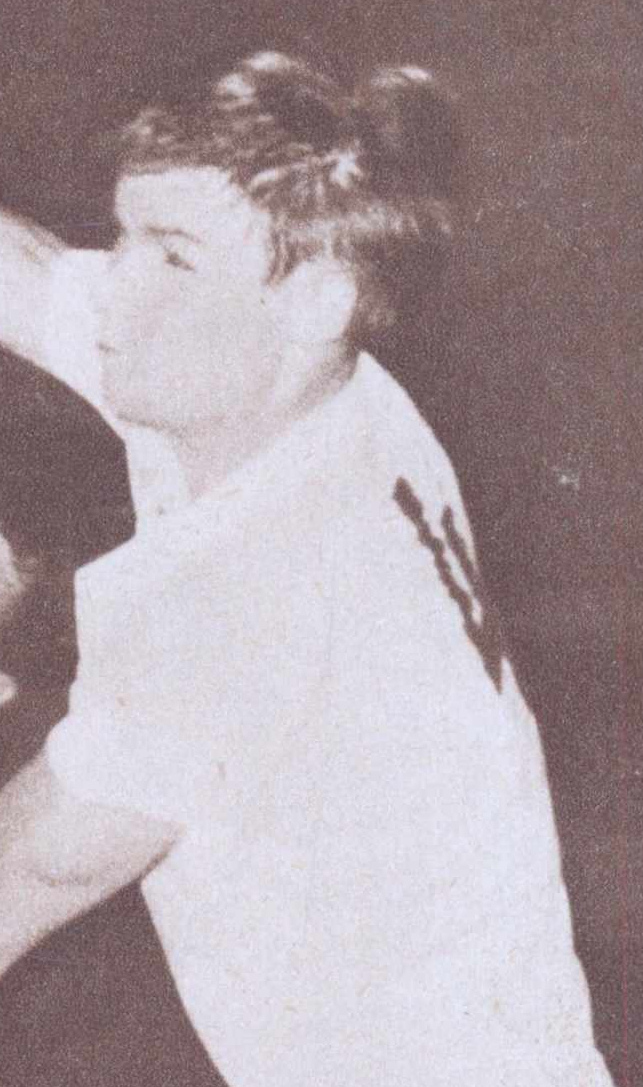
Schmacke beim Länderspiel Rumänien-Deutschland 1965

Rüdiger-Felix Schmacke ist ein ehemaliger deutscher Handballspieler und -trainer.

## Werdegang
Als Spieler wurde der aus Hann. Münden stammende Schmacke 1968 mit der SG Leutershausen deutscher Meister im Hallenhandball und 1969 deutscher Meister im Feldhandball sowie im selben Jahr Vizemeister in der Halle. Schmacke war während der Saison 1968/69 mit 70 Treffern zweitbester Torschütze der Südstaffel der Handball-Bundesliga.
Er gehörte zum Aufgebot der bundesdeutschen Nationalmannschaft bei der Weltmeisterschaft 1967 in Schweden. Schmacke bestritt 30 Länderspiele.
1979 übernahm der beruflich als Lehrer tätige Schmacke das Traineramt beim Bundesligisten TV Großwallstadt. Nationalspieler Kurt Klühspies, der unter ihm in Großwallstadt spielte, sagte über Schmacke, dieser habe „fachliche Ahnung, Ausstrahlung“ gehabt und habe „ein Spiel lesen können“. Schmacke führte Großwallstadt im Spieljahr 1979/80 zum Gewinn der Deutschen Meisterschaft, des DHB-Pokals, des Europapokals der Landesmeister sowie des Supercups. Es blieb seine einzige Saison als Trainer in Großwallstadt. Er war später Trainer des TSV Rot, im Mai 1984 beendete er diese Tätigkeit beim Zweitligisten.